# Lithacodia mirella
Lithacodia mirella là một loài bướm đêm trong họ Noctuidae.